# Celofan
Celofan (engl. cellophan) je proziran, sjajan i nepropustan, elastičan i lako zapaljiv list od regenerirane celuloze (ili viskoze).

## Dobivanje
Pripravlja se viskoznim postupkom.

## Uporaba
Upotrebljava se za membrane u dijalizi te za pakiranje, ali se sve više zamjenjuje polipropilenom.